# Josef Toman (politik)
Josef Toman (* 19. srpna 1925) byl český a československý ekonom, politik Komunistické strany Československa, poslanec České národní rady a Sněmovny národů Federálního shromáždění na počátku normalizace.

## Biografie
K roku 1969 se uvádí původní profesí coby ekonom, bytem Praha. Absolvoval Vysokou školu obchodní a byl kandidátem ekonomických věd. V době svého nástupu do parlamentu pracoval jako ředitel Výzkumného ústavu národohospodářského plánování, předtím působil jako předseda Státní komise pro řízení a organizaci.
Patřil mezi výrazné osobnosti pražského jara v roce 1968. V letech 1967–1969 byl ředitelem Národohospodářského ústavu při vládě ČSSR. Po provedení federalizace Československa usedl v lednu 1969 do Sněmovny národů Federálního shromáždění. Do federálního parlamentu ho nominovala Česká národní rada, kde rovněž zasedal. Ve FS setrval do listopadu 1970, kdy rezignoval na mandát.